# Saturn-Award-Verleihung 1979
Die 6. Saturn-Award-Verleihung fand am 24. Februar 1979 statt.
Erfolgreichste Produktion mit fünf Auszeichnungen wurde Superman.

## Nominierungen und Gewinner

### Film
| Kategorie                   | Preisträger                           | Film                                      | Nominierungen |
| --------------------------- | ------------------------------------- | ----------------------------------------- | --- |
| Bester Science-Fiction-Film |                                       | Superman                                  | The Boys from Brazil Unternehmen Capricorn Die Katze aus dem Weltraum Die Körperfresser kommen |
| Bester Horrorfilm           |                                       | The Wicker Man                            | Halloween – Die Nacht des Grauens Magic – Eine unheimliche Liebesgeschichte Der Schrecken der Medusa Piranhas |
| Bester Fantasyfilm          |                                       | Der Himmel soll warten                    | Der Herr der Ringe La merveilleuse visite Watership Down The Wiz – Das zauberhafte Land |
| Bester Animationsfilm       |                                       | Watership Down                            | keine weiteren Nominierungen |
| Beste Regie                 | Philip Kaufman                        | Die Körperfresser kommen                  | Franklin J. Schaffner für The Boys from Brazil Warren Beatty & Buck Henry für Der Himmel soll warten Richard Donner für Superman Robin Hardy für The Wicker Man                                                                                |
| Bestes Drehbuch             | Elaine May Warren Beatty              | Der Himmel soll warten                    | Heywood Gould für The Boys from Brazil Alfred Sole & Rosemary Ritvo für Communion – Messe des Grauens Cliff Green für Picknick am Valentinstag Anthony Shaffer für The Wicker Man                                                              |
| Beste Kamera                | Russell Boyd                          | Picknick am Valentinstag                  | keine weiteren Nominierungen |
| Bester Schnitt              | Mark Goldblatt Joe Dante              | Piranhas                                  | keine weiteren Nominierungen |
| Bester Ton                  | Art Rochester Mark Berger Andy Wiskes | Die Körperfresser kommen                  | keine weiteren Nominierungen |
| Beste Spezialeffekte        | Colin Chilvers                        | Superman                                  | Henry Miller Jr. für Unternehmen Capricorn Ira Anderson Jr. für Damien – Omen II Dell Rheaume & Russel Hessey für Die Körperfresser kommen Albert Whitlock für The Wiz – Das zauberhafte Land                                                  |
| Beste Musik                 | John Williams                         | Superman                                  | Jerry Goldsmith für The Boys from Brazil Dave Grusin für Der Himmel soll warten Jerry Goldsmith für Magic – Eine unheimliche Liebesgeschichte Paul Giovanni für The Wicker Man                                                                 |
| Beste Ausstattung           | John Barry                            | Superman                                  | keine weiteren Nominierungen |
| Bestes Kostüm               | Theoni V. Aldredge                    | Die Augen der Laura Mars                  | Patricia Norris für Unternehmen Capricorn Theadora Van Runkle & Richard Bruno für Der Himmel soll warten Yvonne Blake & Richard Bruno für Superman Tony Walton für The Wiz – Das zauberhafte Land                                              |
| Bestes Make-Up              | William Tuttle Rick Baker             | Teufelskreis Alpha                        | Lee Harman, Vincent Callaghan & Lynn Donahue für Die Augen der Laura Mars Thomas R. Burman & Edouard F. Henriques für Die Körperfresser kommen Joe McKinney & Thomas R. Burman für Der Manitou Stan Winston für The Wiz – Das zauberhafte Land |
| Bester Hauptdarsteller      | Warren Beatty                         | Der Himmel soll warten                    | Laurence Olivier für The Boys from Brazil Donald Sutherland für Die Körperfresser kommen Christopher Reeve für Superman Christopher Lee für The Wicker Man                                                                                     |
| Beste Hauptdarstellerin     | Margot Kidder                         | Superman                                  | Geneviève Bujold für Coma Brooke Adams für Die Körperfresser kommen Ann-Margret für Magic – Eine unheimliche Liebesgeschichte Diana Ross für The Wiz – Das zauberhafte Land                                                                    |
| Bester Nebendarsteller      | Burgess Meredith                      | Magic – Eine unheimliche Liebesgeschichte | James Mason für Der Himmel soll warten Leonard Nimoy für Die Körperfresser kommen Michael Ansara für Der Manitou Michael Jackson für The Wiz – Das zauberhafte Land                                                                            |
| Beste Nebendarstellerin     | Dyan Cannon                           | Der Himmel soll warten                    | Uta Hagen für The Boys from Brazil Brenda Vaccaro für Unternehmen Capricorn Valerie Perrine für Superman Mabel King für The Wiz – Das zauberhafte Land                                                                                         |

### Ehrenpreise
| Kategorie              | Preisträger                      | Film                                | Nominierungen                |
| ---------------------- | -------------------------------- | ----------------------------------- | ---------------------------- |
| Beste TV-Sendung       | Space Academy                    | Eric Greene (bester Jungdarsteller) | keine weiteren Nominierungen |
| Bester Publizist       |                                  | Julian F. Myers                     | keine weiteren Nominierungen |
| Golden Scroll of Merit | Colossus (für die Kinoumsetzung) | Stanley Chase                       |                              |
| Special Award          | Margaret Hamilton                |                                     |                              |
| Life Career Award      | Christopher Lee                  |                                     |                              |